# Hirtenbrief
Der Hirtenbrief, auch Hirtenwort oder Pastorale genannt, ist in der römisch-katholischen Kirche und in der Selbständigen Evangelisch-Lutherischen Kirche ein Schreiben eines Bischofs an die Gläubigen seines Bistums. Hirtenbriefe befassen sich hauptsächlich mit Fragen des Glaubens und, damit verbunden, gesellschaftlicher Entwicklungen, können aber auch zu bestimmten Anlässen geschrieben werden, die diözesan oder gesamtkirchlich von großer Bedeutung sind, wie etwa Jubiläen, eine bevorstehende Synode, das Jahr des Glaubens oder ein Besuch des Papstes. Die Bezeichnung Hirtenbrief ist dabei abgeleitet von der Hirtenaufgabe des Bischofs in der Kirche.

## Geschichte
Von den Briefen der Apostel Paulus und Petrus an die ersten christlichen Gemeinden abgesehen, wird erst im 16. Jahrhundert von einem Bischof berichtet, der zum Osterfest an die Gläubigen seines Bistums schrieb. Dieser erste Hirtenbrief stammt vom hl. Karl Borromäus, dem Erzbischof von Mailand.
In Deutschland schreiben die Bischöfe den Gläubigen ihres Bistums seit dem 18. Jahrhundert einen sogenannten Fastenhirtenbrief, der am ersten Fastensonntag verlesen wird. Auch zum Beginn des Advents wird traditionell ein Hirtenbrief veröffentlicht. Hirtenbriefe können belehrenden Charakter haben, oder sie nehmen zu aktuellen ethischen, gesellschaftspolitischen oder seelsorglichen Fragen Stellung. Bei überdiözesan relevanten Themen sind Hirtenbriefe üblich, die von mehreren oder allen deutschen Diözesanbischöfen gemeinsam verantwortet werden. Sie werden in der Regel zu bei den heiligen Messen des auf die Veröffentlichung folgenden Sonntags der Gemeinde verlesen oder in schriftlicher Form den Gottesdienstbesuchern zur Kenntnis gegeben.
Päpstliche Hirtenbriefe
Auch der Papst schreibt als Haupt des Bischofskollegiums und Bischof von Rom Hirtenbriefe, die nicht mit Enzykliken zu verwechseln sind. Bei diesen Hirtenbriefen handelt es sich um apostolische Schreiben an die Bischöfe oder die Gläubigen einer bestimmten Region oder eines Landes. Auch diese Hirtenbriefe werden in den Gemeinden mündlich oder schriftlich bekanntgegeben.